# 若宮八幡神社 (豊後高田市)
若宮八幡神社（わかみやはちまんじんじゃ）は大分県豊後高田市に鎮座する神社。旧社格は県社。通称若宮様（わかみやさま）。
正月に行われるホーランエンヤと11月（陰暦10月）に行われる秋季大祭の川渡し神事（裸祭り）の2つの伝統行事で有名。また、紫陽花の名所としても有名である。

## 祭神
大鷦鷯尊（おほさざきのみこと。仁徳天皇）を主祭神に、天照大御神、玉祖命、品陀別命（ほむたわけのみこと、応神天皇）、隼総別皇子、大葉枝皇子、小葉枝皇子、雌鳥皇女、多岐都比売命、多紀理毘売命、市寸嶋比売命、天之忍穗耳命、天之菩卑能命、天津日子根命、活津日子根命、熊野久須比命（多岐都比売命以下は所謂五男三女神）を配祀する。

## 由緒沿革
国東半島の6郷のうちの来縄（くなわ）郷における宇佐神宮の別宮で、天長元年（824年）に豊前国宇佐郡の住人、大神蘊麻呂の母の酒井門主女に神託が下り、それを受けて仁寿2年（852年）の12月に創祀されたと伝えられる。なお、天照大神、玉祖神、品陀別命の3柱は、養老2年（718年）に豊後高田市内の字御玉に出現したという玉を神体として祀られていたという。
元亀2年（1571年）と天正7年（1579年）の二度にわたりキリシタン大名である大友宗麟らによって焼き討ちされ、天正度においては大友氏に背いた田原親貫に味方したとして大友義統から社領を没収されたが、文禄3年（1594年）に高田城城主に封じられた竹中重利により文禄年中に再興された。その後高田を領した島原藩藩主松平忠房により寛文9年（1669年）に高田の宗祠と定められ、以来歴代藩主の尊崇を受け、天保4年（1833年）には藩主松平忠侯によって社殿が造替された。
明治4年（1871年）に郷社に列し、同23年6月に県社に昇格した。なお、昭和30年（1955年）に桂川の改修のために約80メートル東方に移転している。

## 祭祀

### 秋季大祭
陰暦10月中旬に豊作を感謝する秋季大祭（例祭）が斎行される。例祭にともない神幸祭と神輿が桂川を渡る「川渡し神事」が行われ、これは永保4年（1084年）に荒行のひとつとして始められたと伝えられるが、神輿の舁き手の姿から「裸祭り」とも呼ばれている。かつては陰暦10月14日から16日にかけて行われていたが、現在は陰暦10月15日に近い金曜日から日曜日にかけて斎行されている。
祭りの一週間前に当神社から神幸先の宮町二区のお旅所（下宮）までの要所要所に注連を立て、金曜日午後から神輿が当神社を進発する（お下り）。神輿の舁き手には陸組と川組とがあるが、まず頭に鉢巻を締めた白装束の男子数十人からなる陸組に担がれて豊後高田市の市役所を練った後、夕刻に御玉橋の右岸袂に建つ大鳥居で川組に交代、川組は頭に鉢巻を下半身に褌と腹帯を締めて白衣を着した草鞋履きの男子数十人からなり、神輿を担いで桂川に入り、浮き沈みしながらも掛け声を上げ、数隻のお供船に導かれつつ川を渡る。対岸に着くと再度陸組に代わり、町を練って下宮に入る。その後神輿は下宮に駐輦し、日曜日午後に下宮を進発（お上り）、再び桂川を渡る「川渡し神事」を経て当神社に還幸する。
この「川渡し神事」を在地では西大寺（岡山県）の裸行事（会陽）、防府天満宮（山口県）の裸坊祭に並ぶ日本三大裸祭りとしている。また、この行事の間、川の中に灯される長さ約16メートル、重約さ5トンの大松明もよく知られている。

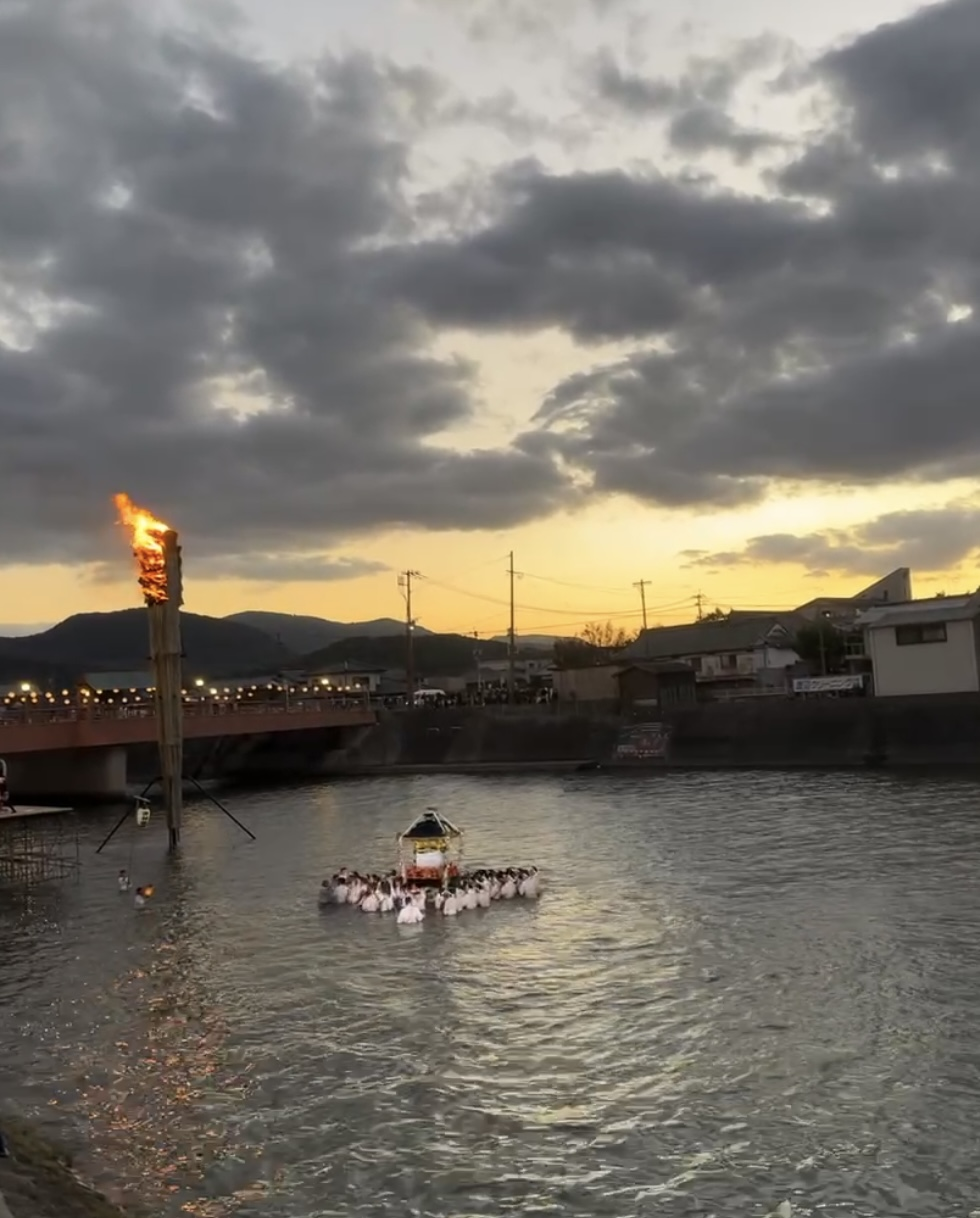
秋季大祭の川渡し神事

### ホーランエンヤ
江戸時代中期に島原藩や大坂の蔵屋敷へ年貢米を回送する廻送船の航海安全を祈願する目的で、元旦の神事として創められたという漕船行事。現在は1月上旬の日曜日に行われている。

## 社殿
現代の社殿は天保4年に造営された三間社流造の檜皮葺。正面に千鳥破風を構え、その下に向唐破風の縋破風を飾る。

## 境内
粟嶋社、宮地嶽神社、稲荷神社、琴平宮、祇園社の境内社がある。
神門前の小川に架かる石造橋は、万延元年（1860年）の建造で、石造勾欄付き幅4.07メートル長さ3メートル、径間3.08メートルの反橋。15から20個の石を組んで拱（アーチ）の基礎を築くアーチ構造で、小口（外面部）に16個の縁取りの輪石（わいし）を添えて神橋に相応しい丁寧な仕上げを見せる。昭和58年（1983年）に大分県の有形文化財に指定された。

## 文化財
括弧内は種別と指定年月日
大分県指定
- 石造橋（有形文化財、1983年（昭和58年）4月12日）
- 本殿、申殿、唐門、西門（有形文化財、2017年（平成29年）3月7日）[4]
- ホーランエンヤ（選択無形民俗文化財、1978年（昭和53年）3月31日）

## 交通
- 鉄道・バス：JR九州日豊本線宇佐駅からバスで約10分、市役所前停留所下車。
- 自動車：宇佐別府道路宇佐ICより、国道213号で豊後高田方面へ約30分。